# أليكس غاستون
أليكس غاستون (بالإنجليزية: Alex Gaston) هو لاعب كرة قاعدة أمريكي، ولد في 12 مارس 1893 في نيويورك في الولايات المتحدة، وتوفي في 8 فبراير 1979 في مارينا دل راي، كاليفورنيا في الولايات المتحدة.

## وصلات خارجية
- أليكس غاستون على موقعبيزبول رفرنس.كوم (الدوري الرئيسي) (الإنجليزية)
- أليكس غاستون على موقعبيزبول رفرنس.كوم (الدوري الثانوي) (الإنجليزية)
- أليكس غاستون على موقع جمعية أبحاث البيسبول الأمريكية (الإنجليزية)
- أليكس غاستون على موقع مشجعي الرسوم البيانية (الإنجليزية)